# Jaime Fernández (Basketballspieler)
Jaime Fernández Bernabé (* 4. Juni 1993 in Madrid) ist ein spanischer Basketballspieler.

## Werdegang
Fernández spielte als Jugendlicher beim Verein Real Canoe in seiner Heimatstadt Madrid sowie im Nachwuchsbereich von CB Estudiantes. In der Saison 2010/11 stand er erstmals für Estudiantes’ Herrenmannschaft in der höchsten spanischen Spielklasse, Liga ACB, auf dem Feld. Bis 2017 war er Mitglied des CB Estudiantes, seinen höchsten Punktedurchschnitt dieser Zeit erreichte Fernández im Spieljahr 2015/16 mit 10,6 je Begegnung.
Nach einer Saison bei MoraBanc Andorra, ebenfalls in der Liga ACB, wechselte er innerhalb der Spielklasse zu Unicaja Málaga. Bis 2022 bestritt er 155 Einsätze für die Mannschaft, kam auf Mittelwerte von 10,5 Punkten sowie 4,1 Korbvorlagen. 2022 wurde er von Lenovo Teneriffa verpflichtet.

### Nationalmannschaft
Als Jugendnationalspieler wurde Fernández 2009 U16- und 2011 U18-Europameister. Im September 2022 gewann er mit Spaniens Herrennationalmannschaft in Berlin die Europameisterschaft. Im Endspiel gegen Frankreich erzielte Fernández 13 Punkte, nachdem er in den drei vorangegangenen Turnierspielen punktlos geblieben war.